# Яшари, Мухаррем
Мухарре́м Яша́ри (алб. Muharrem Jashari; 21 февраля 1998, Косовска-Митровица) — косовский футболист, полузащитник клуба ЛНЗ и сборной Косова.

## Клубная карьера
16 июня 2021 года Яшари подписал трёхлетний контракт с клубом «Дрита». Сообщается, что «Дрита» заплатила комиссию за переход 80 тысяч евро. 8 июля 2021 года дебютировал за «Дриту» в первом квалификационном раунде Лиги Европы УЕФА 2021/22 против черногорского клуба «Дечич».
31 января 2024 года Яшари подписал контракт с клубом украинской Премьер-лиги «ЛНЗ».

## Карьера в сборной
31 мая 2021 года Яшари был вызван в национальную сборную Косово на товарищеские матчи против Гвинеи и Гамбии. Восемь дней спустя дебютировал за сборную Косово в товарищеском матче против Гвинеи, выйдя на замену на 76-й минуте вместо Ррона Брохи.